# Клаг, Крис
Кри́стофер Дж. «Крис» Клаг (англ. Christopher J. "Chris" Klug; род. 18 ноября 1972, Денвер) — американский сноубордист, бронзовый призёр Олимпийских игр 2002 года в параллельном гигантском слаломе. Профессионал с 1991 года. Спортивное прозвище — «Си Кей» (англ. CK, Chris Klug).
В 1991 году Крису был поставлен диагноз первичный склеродирующий холангит (англ. Primary Sclerosing Cholangitits). В течение нескольких лет Клаг ожидал трансплантации печени, которая в итоге была ему сделана 28 июля 2000 года в университетском госпитале Денвера. Спустя уже 2 месяца после операции Крис вернулся к занятиям спортом, а через 4 месяца вышел на старт этапа Кубка мира. Спустя полтора года Клаг выиграл бронзу на Олимпийских играх в Солт-Лейк-Сити, став первым в истории олимпийским призёром с пересаженным органом. Кроме 3-го места на Играх в Солт-Лейк-Сити на счету Криса также 6-е место в гигантском слаломе в 1998 году на Играх в Нагано и 7-е место в параллельном гигантском слаломе в 2010 году в Ванкувере.
Крис участвовал в 5 подряд чемпионатах мира в 2001—2009 годах; лучшие достижения — 6-е место в гигантском слаломе в 2001 году в Мадонна-ди-Кампильо и 7-е место в параллельном гигантском слаломе в 2003 году в Крайшберге. На счету Криса 3 победы на этапах Кубка мира в 1998—2001 годах и ещё 7 попаданий в тройку лучших.
В 2002 году Крису была доверена честь зажечь огонь на американских трансплант-Играх (англ. US Transplant Games).
В 2004 году вышла книга Клага To the Edge and Back: My Story from Organ Transplant Survivor to Olympic Snowboarder. Крис активно занимается помощью людям, нуждающимся в донорских органах, основав фонды Chris Klug Foundation и Donor Dudes.
Женат на Мелиссе Эйприл (англ. Melissa April).